# Caloptilia alni
Caloptilia alni är en fjärilsart som beskrevs av Tosio Kumata 1966. Caloptilia alni ingår i släktet Caloptilia och familjen styltmalar. Inga underarter finns listade i Catalogue of Life.